# Arthrocereus melanurus
Arthrocereus melanurus es una especie de planta suculenta perteneciente al género Arthrocereus, dentro de la familia Cactaceae. Es endémica del sudeste de Brasil y se encuentra amenazada en gran medida por la pérdida de hábitat.

## Descripción
Arthrocereus melanurus es una especie de cactus pequeño, parecido a un arbusto, de crecimiento erguido y bastante ramificado. Los tallos son cilíndricos y articulados, con varios brotes de hasta un metro o más de largo. 

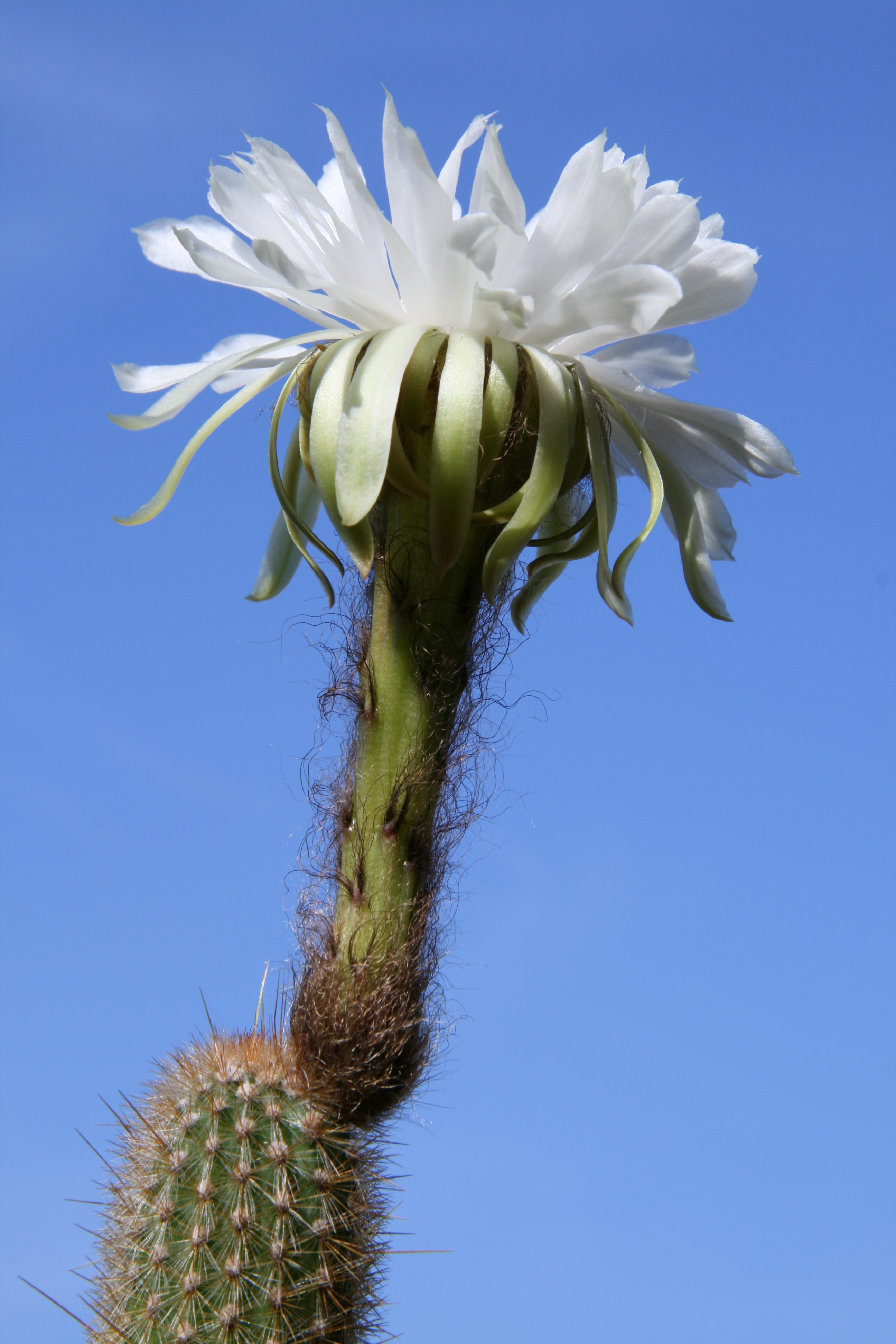
Detalle de la flor

Los tallos están divididos en segmentos cortos de unos 10 a 40 cm de longitud y un diámetro de 2,5 a 3,5 cm. Presentan de 9 a 19 costillas estrechas y bajas, de 2 a 3 mm de altura y sobre las que se asientan pequeñas areolas con muchas espinas finas de color amarillo dorado a blanco, de desigual longitud. Las espinas del borde superior y las centrales suman hasta 15 espinas fuertes y de color marrón. Las espinas inferiores pueden sumar hasta 20 espinas en forma de cerdas y de 5 a 8 mm de largo.
Las flores van de color amarillo a blanco, son alargadas, en forma de campana y de amplia apertura, llegando a medir 6 cm. Aparecen cerca de la parte superior del tallo y se abren por la noche. La copa floral y el tubo floral están cubiertos de lana, (espinas parecidas a pelos) y algunas escamas puntiagudas. 

## Distribución y hábitat

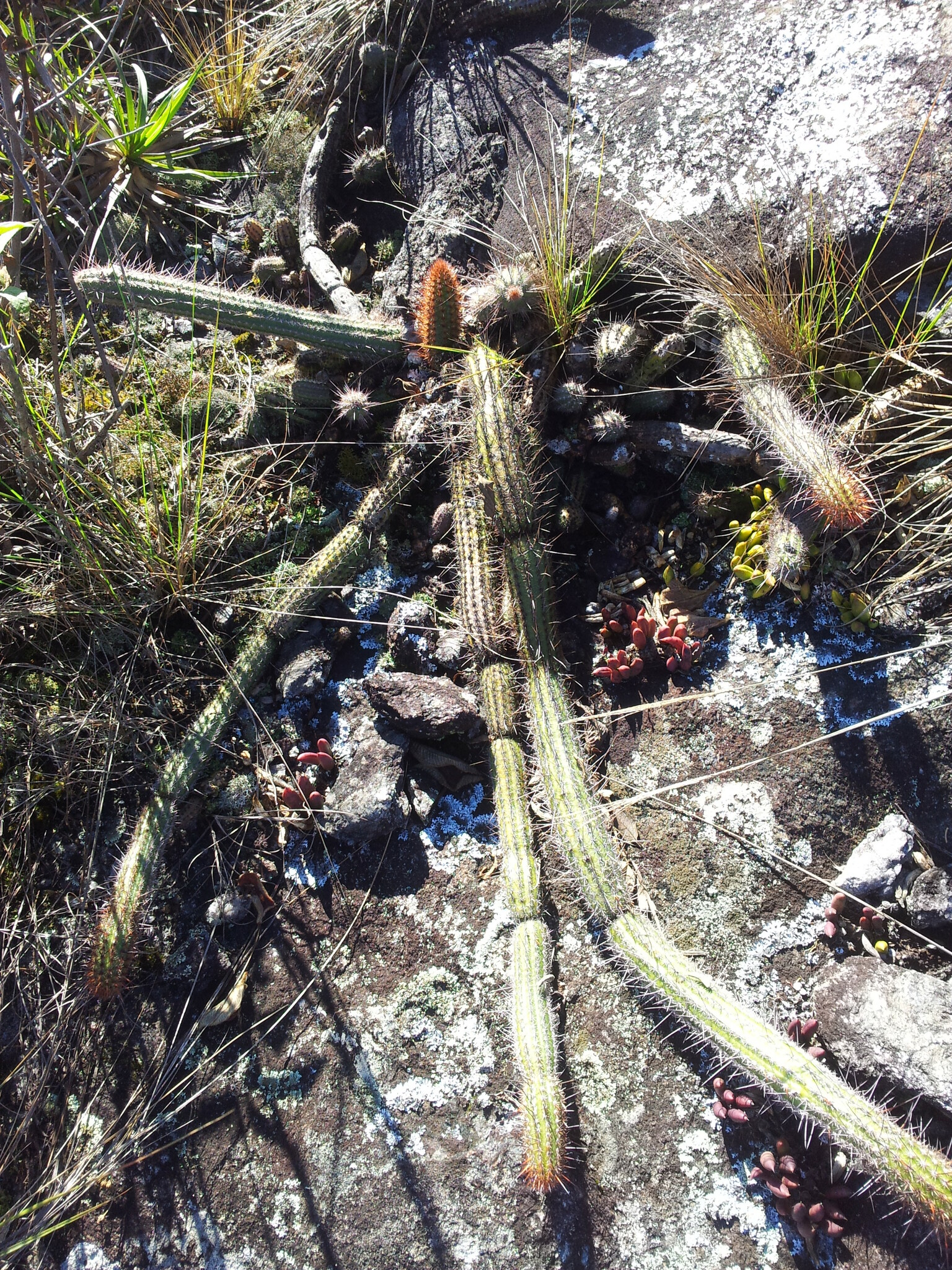
Planta en su hábitat

El área de distribución nativa de esta especie es el sudeste de Brasil (sudoeste de Minas Gerais) y crece principalmente en el bioma tropical estacionalmente seco. Su hábitat natural son las sabanas secas y las áreas rocosas, a altitudes de 700 a 1700 metros.

## Taxonomía
La primera descripción de esta especie fue como Cereus melanurus, publicada en 1876 por el botánico alemán Karl Moritz Schumann en el libro Flora Brasiliensis 6 (2): 200.
Más tarde, los botánicos alemanes Lothar Diers y Pierre Josef Braun y el botánico brasileño Eddie Esteves Pereira, trasladaron la especie al género Arthrocereus, por lo que pasó a llamarse Arthrocereus melanurus. Registraron estos cambios en la revista científica Kakteen und andere Sukkulenten 38: 314, publicada en 1987.
Etimología
- Arthrocereus: nombre genérico que deriva de las palabras griegas arthro (que significa 'articulación' o 'junta'), y cereus (que se traduce como 'vela' o 'cirio'). Así que, en conjunto, Arthrocereus puede traducirse como "vela articulada", haciendo referencia a la forma de tubo alargado en que crecen las especies de este género, con segmentos que se asemejan a articulaciones.[4]
- melanurus: epíteto específico de las palabras griegas melas (μέλας), (que significa 'negro' u 'oscuro') y urus (sufijo que proviene del griego 'oura' (οὐρά), y que significa 'cola' o 'extremidad'), haciendo referencia a que éste planta tiene un aspecto parecido al de una "cola de animal de color negro".[5]

### Subespecies
Actualmente se distinguen tres subespecies:
| Imagen | subespecie                                                         | Descripción                                                                                           | Distribución                      |
| ------ | ------------------------------------------------------------------ | --- | --------------------------------- |
|        | Arthrocereus melanurus subsp. magnus N.P.Taylor & Zappi            | Más grande que las otras dos subespecies, con tallos más robustos, más prominentes y de mayor altura. | Brasil (sur de Minas Gerais)      |
|        | Arthrocereus melanurus subsp. melanurus                            | Forma típica de Arthrocereus melanurus.                                                               | Brasil (sudoeste de Minas Gerais) |
|        | Arthrocereus melanurus subsp. odorus (F.Ritter) N.P.Taylor & Zappi | Se diferencia por tener flores con un aroma distinto a las otras subespecies.                         | Brasil (sur de Minas Gerais)      |

Sinonimia
- Sinónimos de Arthrocereus melanurus subsp. magnus: (no tiene sinónimos)
- Sinónimos de Arthrocereus melanurus subsp. melanurus:
  - Arthrocereus melanurus subsp. estevesii (Diers & P.J.Braun) P.J.Braun & Esteves, 1995
  - Arthrocereus melanurus var. estevesii Diers & P.J.Braun, 1988
  - Arthrocereus melanurus subsp. mello-barretoi (Backeb. & Voll) P.J.Braun & Esteves, 1995
  - Arthrocereus mello-barretoi Backeb. & Voll, 1949
  - Leocereus melanurus Britton & Rose, 1920

- Sinónimos de Arthrocereus melanurus subsp. odorus:
  - Arthrocereus grandiflorus Gonzaga & Menini, 2021
  - Arthrocereus odorus F.Ritter, 1979

## Estado de conservación
En la Lista Roja de Especies Amenazadas de la UICN, la especie está clasificada como “Vulnerable (VU)”.

## Usos
Se cultiva principalmente como planta ornamental por sus flores vistosas y su propagación se realiza normalmente a través de semillas o esquejes, aunque es bastante poco común en las colecciones.